# Luoyang (sydvästra Hui'an)
Luoyang (kinesiska: 洛阳) är en köping i sydöstra Kina. Den ligger i Hui'an härad i staden Quanzhou i provinsen Fujian,  omkring 140 kilometer sydväst om provinshuvudstaden Fuzhou.